# Bobirjon Omonov

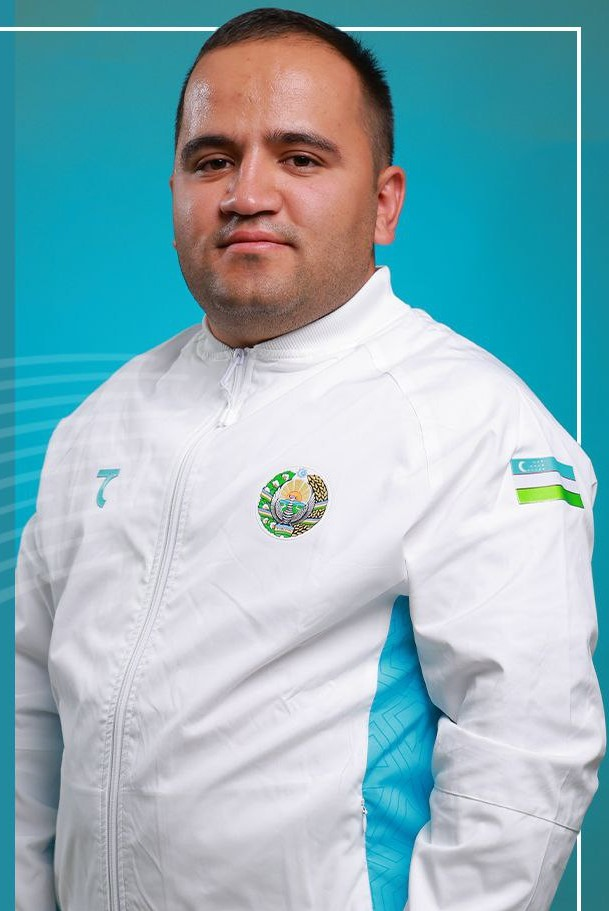
Bobirjon Omonov

Bobirjon Zoirjon oʻgʻli Omonov (geboren am 11. Oktober 2000 in Andijon) ist ein usbekischer paralympischer Leichtathlet, der sich auf das Kugelstoßen in der Kategorie F41 spezialisiert hat. Er ist zweifacher Sieger der Para-Asienspiele, zweifacher Weltmeister und paralympischer Champion.

## Leben
Im Jahr 2016 begann er unter der Anleitung des Trainers Mavlon Haydarov mit dem Para-Leichtathletiktraining. Ab 2017 nahm er an internationalen Wettkämpfen teil. Im Jahr 2018 gewann er die Para-Asienspiele in Jakarta (Indonesien). 2019 holte er bei den Weltmeisterschaften in Dubai, Vereinigte Arabische Emirate, mit einem Stoß von 14,31 Metern die Goldmedaille und die Qualifikation für die Paralympischen Spiele in Tokio.
Am 30. August 2021 sicherte er sich bei den Paralympics in Tokio die Goldmedaille im Kugelstoßen der Männer in der Kategorie F41 mit einem Rekord von 14,06 Metern und aktualisierte damit den paralympischen Rekord. Im selben Jahr verlieh ihm der Präsident Usbekistans, Shavkat Mirziyoyev, den Ehrentitel „Usbekiston iftikhori“ („Stolz Usbekistans“).
Im Juli 2023 gewann Bobirjon Omonov bei den Weltmeisterschaften in Paris, Frankreich, im Kugelstoßen der Männer in der Klasse F41 die Goldmedaille mit einem Ergebnis von 14 Metern und 73 Zentimetern, wodurch er den Rekord der Weltmeisterschaften aktualisierte. Durch diesen Sieg sicherte er sich die Qualifikation für die Paralympics in Paris im Jahr 2024.
Im Oktober desselben Jahres gewann Bobirjon Omonov bei den Para-Asienspielen in Hangzhou, die Goldmedaille im Kugelstoßen der Männer in der Kategorie F41 mit einem Ergebnis von 13,14 Metern. Dabei stellte er auch einen Rekord für die Para-Asienspiele in dieser Disziplin auf.